# ناحیه گلدن ولی، روزاو، مینه سوتا
ناحیه گلدن ولی (به انگلیسی: Golden Valley Township) یک منطقهٔ مسکونی در ایالات متحده آمریکا است که در شهرستان روسو، مینه‌سوتا واقع شده‌است.
 ناحیه گلدن ولی ۹۳٫۷ کیلومتر مربع مساحت و ۱۹۰ نفر جمعیت دارد و ۳۵۲ متر بالاتر از سطح دریا واقع شده‌است.